# Alessio Boni
Pour les articles homonymes, voir Boni.
Alessio Boni (né le 4 juillet 1966 à Sarnico, dans la province de Bergame, en Lombardie) est un acteur italien.

## Biographie
Alessio Boni est le deuxième d'une famille de trois fils : l'ainé, Marco, et le cadet, Andrea. Alessio Boni parle plusieurs langues (anglais, français) et il est diplômé de l'Académie d'Art dramatique "Silvio D'Amico" (1992).  
Après quelques rôles mineurs dans des fictions télévisées et des films, il devient connu en 2000 lorsqu'il joue dans une série télévisée très populaire en Italie, Les Destins du Cœur, diffusée sur la RAI et qui relate les aventures sentimentales des personnages qui se croisent au sein d'un hôpital de Rome.
Mais le véritable tournant de sa carrière a lieu en 2003, lorsqu'il joue dans le film de Marco Tullio Giordana, intitulé Nos meilleures années, qui remporte le prix Un certain regard lors du Festival de Cannes de 2003 et de nombreuses autres récompenses. Alessio Boni y tient le rôle de Matteo Carati, un des deux personnages principaux, rôle qui lui vaut d'obtenir le "Nastro D'Argento", l'équivalent des Césars français. Depuis il a tourné deux autres films avec Marco Tullio Giordana : Une fois que tu es né, tu ne peux plus te cacher en 2005 et Une histoire italienne (Sangue pazzo) en 2008.
En 2007, il est le prince André Bolkonski dans le téléfilm en 4 parties Guerre et Paix.

## Filmographie
- 1990 : Tutti i giorni si réalisé par Daniela Bortignoni
- 1991 : Gioco perverso réalisé par Italo Moscati (en)
- 1992 : Dove siete? Io sono qui de Liliana Cavani
- 1992 : Il mago de Ezio Pascucci, diffusé sur la Rai
- 1993 : Il bambino è mio de Massimo Manna, diffusé sur Rai 3
- 1993 : L'operazione de Maria Cuscona, diffusé sur Rai 3
- 1993 : La rapina de Maria Cuscona, diffusé sur Rai 3
- 1994 : L'ispettore Sarti de Giulio Questi, diffusé sur la Rai
- 1995 : Dopo la tempesta de F.lli Frazzi, diffusé sur la Rai
- 1995 : Arrivano gli italiani de Eyal Halfon
- 1996 : Il Conto Montecristo de Ugo Gregoretti, diffusé sur la Rai
- 1996 : Un prete tra noi de Giorgio Capitani
- 1998 : Pepe Carvalho : Alla ricerca di Sherazade de Franco Giraldi
- 1998 : Mai con i quadri de Mario Caiano, diffusé sur la chaîne Canale 5
- 1999 : Maria, figlia del suo figlio de Fabrizio Costa, diffusé sur la Rai
- 1999 : Senza paura de Stefano Calvagna
- 2000 : Les Destins du Cœur de T. Sherman - A. Cane, diffusé sur la Rai
- 2000 : La donna del treno de Carlo Lizzani
- 2001 : L'uomo del vento de Paolo Bianchini
- 2002 : Il diario di Matilde Manzoni de Lino Capolicchio
- 2002 : Dracula (en) de Roger Young, diffusé sur la Rai
- 2002 : L'altra donna d'Anna Negri
- 2002 : Vite a Perdere de Paolo Bianchini, diffusé sur la Rai
- 2003 : Nos meilleures années de Marco Tullio Giordana, diffusé sur la Rai
- 2004 : Non aver paura d'Angelo Longoni
- 2004 : Cime tempestose de Fabrizio Costa, diffusé sur la Rai
- 2004 : La Caccia de Massimo Spano, diffusé sur la Rai
- 2005 : Une fois que tu es né de Marco Tullio Giordana
- 2005 : Arrivederci amore, ciao de Michele Soavi
- 2005 : La bestia nel cuore de Cristina Comencini
- 2006 : Viaggio segreto de Roberto Andò
- 2007 : Caravaggio d'Angelo Longoni
- 2007 : Guerre et Paix de Robert Dornhelm
- 2008 : Une histoire italienne (Sangue pazzo) de Marco Tullio Giordana
- 2010 : The Tourist de Florian Henckel. Son film le plus commercialement réussi était « The Tourist » de Florian Henckel von Donnersmarck.
- 2013 : Odysseus de Stéphane Giusti (série TV)
- 2017 : La Fille dans le brouillard (La ragazza nella nebbia) de Donato Carrisi
- 2019 : Non sono un assassino de Andrea Zaccariello (it)